# Краснопільська сільська рада (Марківський район)
| Краснопільська сільська рада — колишній орган місцевого самоврядування у Марківському районі Луганської області з адміністративним центром у с. Красне Поле. Сільській раді були підпорядковані населені пункти: - с. Красне Поле - с. Височинівка - с. Гераськівське - с. Каськівка - с. Первомайське |

## Склад ради
Рада складалася з 16 депутатів та голови.

### Керівний склад ради
| ПІБ                         | Основні відомості                                                               | Дата обрання | Дата звільнення |
| --------------------------- | ------------------------------------------------------------------------------- | ------------ | --------------- |
| Приколота Олексій Дмитрович | Сільський голова, 1957 року народження, освіта, безпартійний                    | 26.03.2006   | 31.10.2010      |
| Колесніков Іван Іванович    | Сільський голова, 1954 року народження, освіта середня спеціальна, безпартійний | 31.10.2010   |                 |

Примітка: таблиця складена за даними джерела